# Premio Rodolfo Walsh
El Premio Rodolfo Walsh es un galardón entregado dentro de la Semana Negra de Gijón, un Festival especializado en literatura policíaca, ciencia ficción, fantasía y novela histórica, llevado a cabo en la ciudad asturiana de Gijón, en España. Es dado a la mejor obra de tema criminal de no ficción escrita en español.
El premio es en honor al escritor y periodista argentino Rodolfo Walsh y es entregado desde la primera versión del festival, creado en 1988 a iniciativa del escritor mexicano Paco Ignacio Taibo II.

## Ganadores
| Año             | Ganador                                                          | País               | Novela                                                                            |
| --------------- | ---------------------------------------------------------------- | ------------------ | --------------------------------------------------------------------------------- |
| 1988 (ex aequo) | Miguel Bonasso (1)                                               | Argentina          | Recuerdo de la muerte                                                             |
| 1988 (ex aequo) | Joseph Wambaugh                                                  | Estados Unidos     | Lines and shadows                                                                 |
|                 |                                                                  |                    |                                                                                   |
| 1992            | Fernando Martínez Laínez (1)                                     | España             | Candelas. Crónica de un bandido                                                   |
|                 |                                                                  |                    |                                                                                   |
| 1995            | Fernando Martínez Laínez (2)                                     | España             | Sin piedad                                                                        |
| 1996 (ex aequo) | Ciro Gómez Leyva                                                 | México             | Ya vamos llegando a México                                                        |
| 1996 (ex aequo) | Carlos González Reigosa                                          | España             | La agonía del león                                                                |
| 1997            | Raúl Guerra Garrido                                              | España             | Tantos inocentes                                                                  |
| 1998            | Guillermo Zamora Villa                                           | México             | Caso Conasupo: la leche radiactiva, el crimen más atroz contra el pueblo mexicano |
| 1999            | Germán Castro Caycedo                                            | Colombia           | El Karina                                                                         |
| 2000            | Miguel Bonasso (2)                                               | Argentina          | Don Alfredo                                                                       |
| 2001            | Juan Gasparini                                                   | Argentina          | La delgada línea blanca                                                           |
| 2001            | Rodrigo de Castro                                                | Chile              | La delgada línea blanca                                                           |
| 2002            | Mariano Sánchez Soler                                            | España             | Ricos por la patria                                                               |
| 2003            | Joan M. Oleaque                                                  | España             | Desde las tinieblas                                                               |
| 2004            | Declarado desierto                                               | Declarado desierto | Declarado desierto                                                                |
| 2005            | Eduardo Monteverde                                               | México             | Lo peor del horror                                                                |
| 2006            | Ignacio Martínez de Pisón                                        | España             | Enterrar a los muertos                                                            |
| 2007            | Amir Valle                                                       | Cuba               | Jineteras                                                                         |
| 2008            | Sanjuana Martínez (1)                                            | México             | Prueba de fe                                                                      |
| 2009            | Carles Quílez                                                    | España             | Mala Vida                                                                         |
| 2010            | Javier Sinay                                                     | Argentina          | Sangre joven,                                                                     |
| 2011 (ex aequo) | Lluc Oliveras                                                    | España             | Confesiones de un gánster de Barcelona                                            |
| 2011 (ex aequo) | Cruz Morcillo Pablo Muñoz                                        | España             | Palabra de Vor                                                                    |
| 2012            | Ricardo Ravelo                                                   | México             | Narcomex: historia e historias de una guerra                                      |
| 2013 (ex aequo) | Sanjuana Martínez (2)                                            | México             | La frontera del narco                                                             |
| 2013 (ex aequo) | Guillermo Saccomanno                                             | Argentina          | Un maestro                                                                        |
| 2014            | Francesc Escribano Sergi Bernal Francisco Ferrándiz Queralt Solé | España             | Desenterrando el silencio. Antoni Benaiges, el maestro que prometió el mar        |
| 2015            | Martín Olmos                                                     | España             | Escrito en negro                                                                  |
| 2016            | Ramón Lobo                                                       | Venezuela · España | Todos náufragos                                                                   |
| 2017            | Miguel Barrero                                                   | España             | La tinta del calamar                                                              |
| 2018            | Mabel Lozano                                                     | España             | El proxeneta                                                                      |
| 2019            | Nacho Carretero                                                  | España             | En el corredor de la muerte                                                       |
| 2020            | Óscar Martínez Juan José Martínez                                | El Salvador        | El niño de Hollywood                                                              |
| 2021            | Enric Juliana                                                    | España             | Aquí no hemos venido a estudiar                                                   |
| 2022            | Cristina Rivera Garza                                            | México             | El invencible verano de Liliana                                                   |
| 2023            | Juan Tallón                                                      | España             | Obra maestra                                                                      |
| 2024            | María Larrea                                                     | España             | Los de Bilbao nacen donde quieren                                                 |